# Ратий, Олег Борисович
Олег Борисович Ратий (укр. Олег Борисович Ратій; род. 5 июля 1970, Харьков) — советский и украинский футболист и тренер. Известен по выступлениям за запорожский «Металлург». Мастер спорта Украины. Многолетний помощник Сергея Ковальца (2009—2015).

## Игровая карьера
Футболом начал заниматься в Харькове, сначала в ДЮСШ № 7 (первый тренер — Марк Жеребчевский), затем перешёл к тренеру Борису Шишкову в спортклуб ХТЗ. После окончания школы поступил в Харьковский инженерно-строительный институт. Играл за сборную этого учебного заведения, и параллельно за харьковский «Маяк» во второй союзной лиге. После четвёртого курса института, сосредоточился на карьере футболиста.
Отыграв год в «Маяке», а потом в «Олимпике», который вскоре распался, Ратий оказался в Сумах. Местный «Автомобилист» тогда тренировал Сергей Страшненко. Отыграв 4 матча — 2 на Кубок и 2 в чемпионате, получил приглашение в «Кремень», где 5 сентября 1993 года в игре против «Зари» дебютировал в высшей лиге чемпионата Украины. Отыграл два сезона в Кременчуге, затем год в Полтаве за «Ворсклу», снова год выступал в «Кремне», а затем Александр Томах пригласил Олега в запорожский «Металлург».
В составе «Металлурга» в 1997—2003 годах в высшей лиге чемпионата Украины провёл 122 матча, забил 6 голов. Был капитаном команды. Участвовал в матчах Кубка УЕФА.
В 2003 году присоединился в состав «Александрии», за которую дебютировал 9 марта 2003 года в домашнем матче среди команд Высшей лиги против столичной «Оболони». В том поединке Олег вышел в стартовом составе и отыграл весь матч, а его команда праздновала победу со счётом 1:0. Свой первый мяч в футболке «александрийцев» забил 4 мая 2003 года на девятой минуте выездного для его команды поединка против симферопольской «Таврии», но «Александрия» все же уступила со счётом 3:1. Всего в составе «Александрии» с 2003 по 2005 годы (с перерывом) в чемпионате Украины сыграл 40 матчей и забил 6 мячей и ещё 1 поединок в кубке Украины.
Также играл в командах «Нива» (Винница), «Николаев», «Волынь» и «Десна».

## Тренерская карьера
Осенью 2006 года стал ассистентом Олега Луткова в симферопольском «ИгроСервисе». Менее чем через полгода по приглашению президента «Горняка-Спорт» Петра Каплуна возглавил комсомольский клуб. Летом 2008 года работал на посту тренера днепродзержинской «Стали».
Во время совместных выступлений в «Металлурге» познакомился с Сергеем Ковальцом. Ратий и Ковалец жили в одном номере на базе и часть свободного времени проводили вместе. Когда в 2009 году Сергей Ковалец возглавил «Александрию», он позвал к себе и Ратия. С тех пор специалисты работали вместе в командах «Оболонь», «Татран» (Словакия), «Металлург» (Запорожье). С 2012 года по 2015 год Олег Ратий входил в тренерский штаб Сергея Ковальца в молодёжной сборной Украины.
После многолетнего опыта в качестве ассистента Сергея Ковальца (который летом 2016 года был одним из претендентов на пост главного тренера «Буковины»), в феврале 2017 года возглавил черновицкую «Буковину». Дебютировал на посту главного тренера в марте того же года, в том же месяце его подопечные дважды сыграли в нулевую ничью. В июне того же года по обоюдному согласию сторон сотрудничество было прекращено. Под его руководством черновицкая «Буковина» сыграла 15 официальных матчей (3 победы, 5 ничьих, 7 поражений).
В июле 2017 года вошёл в тренерский штаб «Ингульца-2», где он помогал Андрею Кононенко готовить молодых футболистов для первой команды. В сентябре вместе с главным тренером был уволен с занимаемого поста. С 2018 года работает тренером в родном Харькове, а именно в ДЮСШ «Металлист 1925».

## Образование
Выпускник Волгоградского института физической культуры. В течение 2006—2007 годов получил тренерские дипломы УЕФА категории: «С» и «В», стажировку проходил в харьковском «Металлисте». В 2010 году получил тренерский диплом УЕФА категории: «A»; в 2013—2014 году проходил стажировку в московском «ЦСКА» и посещал международные тренерские курсы УЕФА в Ньоне (Швейцария). С 2014 года имеет «PRO»—диплом УЕФА. Закончил Харьковский государственный технический университет строительства и архитектуры, и магистратуру Переяслав-Хмельницкого педагогического университета.

## Факты
- В Высшей / Премьер лиге Украины провёл 226 матчей, забил 14 голов.
- В Кубке Украины провёл 24 матча, забил 1 гол.
- В Кубке УЕФА провёл 4 матча.

## Достижения
- Победитель Первой лиги Украины: 1995/96
- Победитель Второй лиги Украины: 2005/06
- Бронзовый призёр Второй лиги Украины: 2004/05